# ناندا
ناندا(به انگلیسی: NANDA) از سرنام North American Nursing Diagnosis Association (به فارسی: انجمن تشخیص‌های پرستاری آمریکای شمالی) که شامل دو کشور ایالات متحده آمریکا و کانادا در ابتدا‌ بود، یک تشکل حرفه‌ای از دانش‌نامهٔ استاندارد شدهٔ پرستاری است که رسماً در سال ۱۹۸۲ تأسیس شد.
وظیفه ناندا توسعه، پژوهش، پالایش و انتشار واژگان استاندارد و تعریف ضوابط و طبقه‌بندی در تشخیص‌های پرستاری است. 
در سال ۲۰۰۲ عنوان ناندا در پاسخ به دامنه گستردهٔ اعضا به ناندا بین‌المللی تغییر نام داد و باانتشار فصلنامه تشخیص پرستاری با نام مجلهٔ بین‌المللی واژگان پرستاری و طبقه‌بندی‌ها در همان سال شروع به چاپ شد.

## توضیحات کلی
ناندا یک سازمان حرفه ای از پرستاران علاقه مند به اصطلاحات استاندارد شده پرستاری است که به طور رسمی در سال ۱۹۸۲ تأسیس شد و به توسعه، تحقیق، انتشار و اصلاح نام، معیارها و طبقه بندی تشخیص پرستاری می پردازد. در سال ۲۰۰۲، ناندا در پاسخ به گسترش دامنه عضویت خود به نام، ناندا اینترنشنال شد. ناندا اینترنشنال فصلنامه تشخیص های پرستاری را منتشر کرد که به مجله بین‌المللی اصطلاحات و طبقه‌بندی‌های پرستاری تبدیل شد و بعداً به عنوان مجله بین‌المللی دانش پرستاری مجدداً مفهوم‌سازی شد که تا امروزه در حال چاپ است. گروه‌های شبکه عضویت همکاری بین اعضای ناندا-وان(یک) را در کشورهای(برزیل، کلمبیا، اکوادور، مکزیک، پرو، پرتغال، و نیجریه-غنا) و برای زبان‌ها تقویت می‌کنند:گروه زبان آلمانی (آلمان، اتریش، سوئیس) و زبان هلندی گروه (هلند و بلژیک) است.

## پیدایش
در سال ۱۹۷۳ اولین کنفرانس ملی طبقه‌بندی تشخیص‌های پرستاری در میسوری با هدف ایجاد نیروی کاری ضربتی در استانداردسازی اصطلاحات پرستاری٬ برگزار شد. در سال ۱۹۸۲ ناندا (NANDA) توسط اعضایی از ایالات متحده و کانادا تشکیل شد.
ناندا٬ با گسترش یک طبقه‌بندی پرستاری٬ تشخیص‌های پرستاری را به دسته‌های مختلف سازماندهی کرد. هرچند در این رده‌بندی٬ فهرست واژگان تشخیص پرستاری بهبود یافت ولی در سال ۱۹۹۴ کاستی‌هایی در آن آشکار شد که منجر به رده‌بندی شماره‌دو در سال ۲۰۰۲ طبق نسخهٔ اصلاح شدهٔ الگوهای سلامت گوردون گردید.
در همین سال٬ ناندا در پاسخ به درخواست رو به رشد خود به ناندا بین‌الملل تغییرنام داد و تا سال ۲۰۱۰ بالغ بر ۳۲ کشور جهان عضو آن شده‌اند.

## ناندا در ایران
ایران عضو ناندا بین‌الملل است و روند درمانی در ایران مطابق واژه‌نامهٔ ناندا صورت می‌گیرد. نام‌گذاری روندهای درمانی و تشخیص‌ها بر اساس استاندارد ناندا بوده و برای یکپارچه ماندن اصطلاحات در سرفصل درس‌های پرستاری به ناندا ارجاع می‌شود.
در نسخه 12 این کتاب مربوط به سالهای 2023- 2021 تعداد 46 تشخیص پرستاری از 7 کشور ایران، برزیل، آلمان، مکزیک، اسپانیا، ترکیه و آمریکا پذیرفته و تایید شده که دو تشخیص آن مربوط به ایران است.  
دو تشخیص جدید پرستاری که توسط دکتر میترا زندی دانشیار دانشکده پرستاری و مامایی دانشگاه علوم پزشکی شهید بهشتی و دکتر عیسی محمدی استاد گروه پرستاری دانشگاه تربیت مدرس در کتاب تشخیص‌های پرستاری ناندا نسخه 2023-2021 به ثبت رسید. 
✅ در سال ۲۰۲۴ کشور ایران به شبکه بین المللی NANDA-I پیوست" ده نفر از اعضای هیئت علمی متخصص در زمینه تشخیص های پرستاری، برگزاری جلسات متعدد و ارائه مستندات به ناندای بین المللی، ایران به عنوان هشتمین کشور پس از اکوآدور، ایتالیا، مکزیک، پرو، پرتغال، کشورهای آلمانی زبان و هلند؛ مجوز تاسیس شبکه ی ناندای بین المللی را دریافت نمود. 
اعضای موسس عبارتند از:
دکتر میترا زندی
دکتر وحید زمان زاده                                      
دکتر لیلا ولی زاده                                                       
دکتر فرشته جواهری طهرانی 
دکتر فتانه قدیریان بهارانچی
دکترطاهره طولابی
دکتر لیلا ساداتی                                               دکتر مژگان لطفی                                            
دکتر تکتم کیانیان                                              
میترا گلی